# Co Adriaanse
Jacobus Adriaanse (Ámsterdam, 21 de julio de 1947), más conocido por Co Adriaanse, es un exfutbolista neerlandés.

## Carrera profesional

### Como futbolista
La carrera profesional de Adriaanse no pasa de jugar en tan sólo dos clubes de su país, el De Volewijckers y el FC Utrecht, donde jugó 176 partidos desde 1970 a 1976.

### Como entrenador
Su trayectoria como entrenador fue la más fructíferas en su carrera. En 1984 entrenó al FC Zwolle, con el que logró el ascenso a la Eredivisie en 1986. Tres años después logró otro ascenso, pero con el ADO Den Haag. Con este club estuvo en la élite hasta 1992, año en que el club perdió la categoría.
En 1992 comenzó a encargarse de la filial del Ajax Ámsterdam, el Jong Ajax. Posteriormente ejerció de entrenador en clubes como el Willem II, el primer equipo del Ajax Ámsterdam, el AZ Alkmaar, el FC Porto (con el que ganó el doblete), el Metalurg Donetsk, el Al-Sadd y el Red Bull Salzburgo.
En mayo de 2010 dirigió a la selección sub-20 de Catar en el Torneo Esperanzas de Toulon. Su último equipo fue el Football Club Twente.

## Trayectoria

### Como jugador
- 1964-1970: De Volewijckers
- 1970-1976: FC Utrecht

### Como entrenador
- 1984-1988: FC Zwolle
- 1988-1992: ADO Den Haag
- 1992-1997: Jong Ajax
- 1997-2000: Willem II Tilburg
- 2000-2001: Ajax Ámsterdam
- 2002-2005: AZ Alkmaar
- 2005-2006: FC Porto
- 2006-2007: Metalurg Donetsk
- 2007: Al-Sadd SC
- 2008-2009: Red Bull Salzburgo
- 2010: Selección de fútbol sub-20 de Catar
- 2011-2012: Football Club Twente

## Palmarés

### Como entrenador

#### Torneos nacionales
| Título           | Club               | País     | Año     |
| ---------------- | ------------------ | -------- | ------- |
| Primeira Liga    | FC Porto           | Portugal | 2005/06 |
| Copa de Portugal | FC Porto           | Portugal | 2005/06 |
| Bundesliga       | Red Bull Salzburgo | Austria  | 2008/09 |

#### Otros logros
| Título                  | Club         | País         | Año     |
| ----------------------- | ------------ | ------------ | ------- |
| Ascenso a la Eredivisie | FC Zwolle    | Países Bajos | 1985/86 |
| Ascenso a la Eredivisie | ADO Den Haag | Países Bajos | 1988/89 |